# アフロマニア
アフロマニアは、日本のロックバンド。2004年5月結成。2009年9月解散。

## メンバー
全員が沖縄県の高校の同級生である。
- ゲンゲン（本名：古堅聖、1982年10月5日 - ）沖縄県名護市出身。ボーカル&ハープ
- ユウマン（本名：古堅勇太、1982年6月15日 - ）沖縄県本部町出身。ボーカル&三線

ゲンゲンとユウマンはバンド結成前お笑い芸人であった。
- アッキー（本名：平良昭人、1982年7月31日 - ）沖縄県大宜味村出身。ギター
- カッチャン（本名：仲宗根和広、1982年7月7日 - ）沖縄県国頭郡金武町出身。ベース
- コスギン（本名：山川貢、1983年9月22日 - ）沖縄県名護市出身。ドラム

バンド結成前は自衛隊で働いていた。

## ディスコグラフィ

### シングル
1. Very Very（2006年6月7日）
2. 永遠に（2007年2月21日）
3. みんなのピース（2007年7月18日）
4. Let's go together（2008年9月3日）

### アルバム
1. 国道58号線（2004年11月11日）
2. ワイルドシーサー（2006年3月29日）
3. AFROCK01（2006年9月20日）
4. KING OF AFROCK!（2007年8月22日）

## タイアップ一覧
| 使用年 | 曲名              | タイアップ                                                                      |
| ------ | ----------------- | ------------------------------------------------------------------------------- |
| 2006年 | Very Very         | テレビ東京系アニメ『牙 -KIBA-』エンディングテーマ（第1話 - 第13話）             |
| 2007年 | 永遠に            | テレビ東京系アニメ『ケロロ軍曹』エンディングテーマ（第142話 - 第154話）         |
| 2007年 | みんなのピース    | テレビ東京系アニメ『天元突破グレンラガン』エンディングテーマ（第17話 - 最終話） |
| 2008年 | Let's go together | 独立UHF局系アニメ『鉄腕バーディー DECODE』エンディングテーマ                    |
| 2016年 | Very Very         | 中国放送『Veryカープ! RCC』テーマ曲（2016年度 - ）                              |